# 스위스의 교통

스위스의 철도망

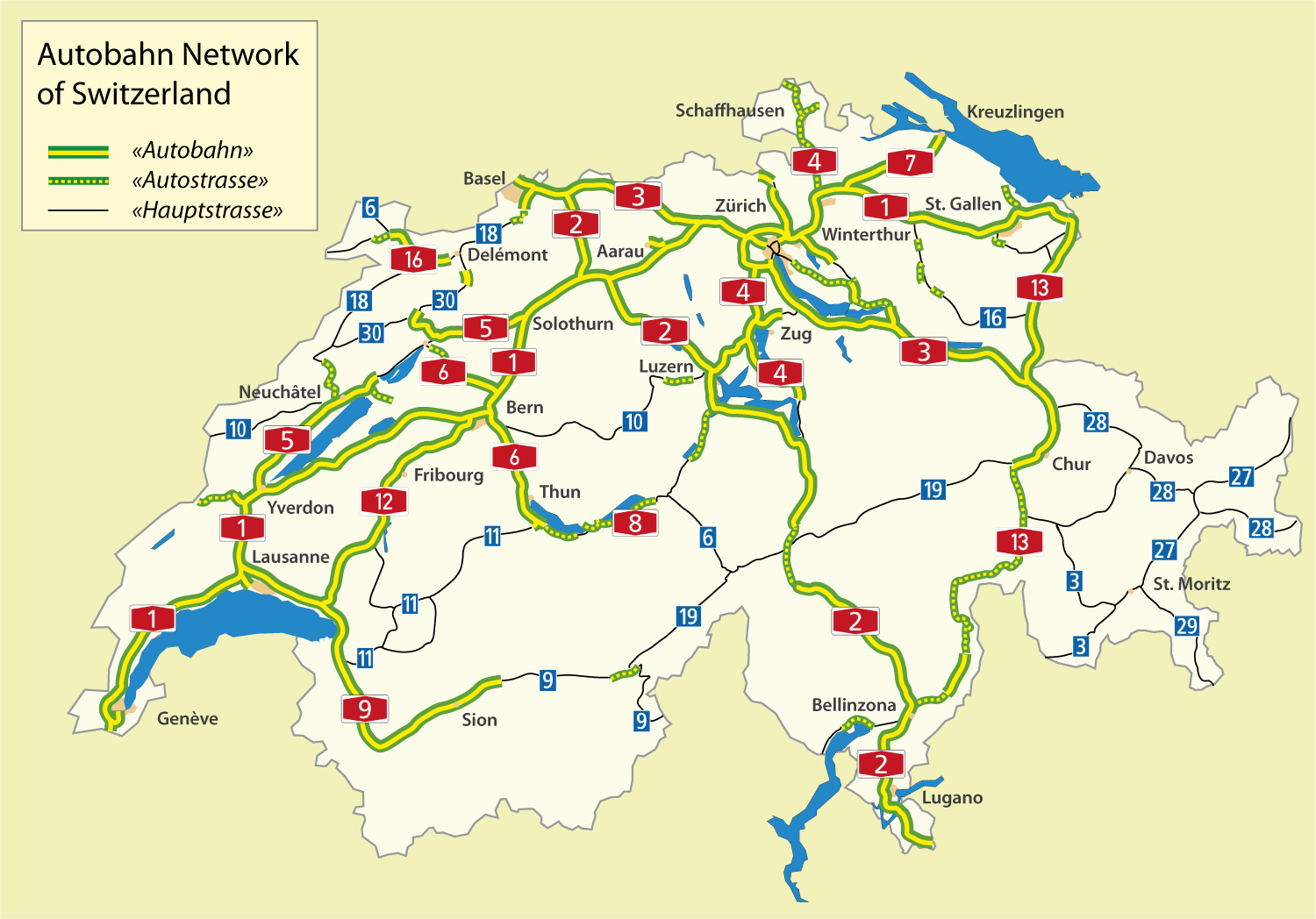
스위스의 도로망

관광국 스위스는 교통망이 잘 정비되어 있어 철도·등산철도·도로·항공로 등의 상호 연락이 긴밀하다. 철도는 총연장 5,129km로서 그 대부분이 전화(電化)되어 있다. 특히 융프라우 등산철도를 비롯해 주요 관광지를 연결하는 철도의 기술적 수준은 매우 높다. 인터라켄은 융프라우·멘히·아이가의 연봉(連峰)을 바라볼 수 있는 명승지로서 세계 여러 나라의 관광객이 모여들고 있다. 또한 알프스의 심벌이라는 마테르호른의 산록(山麓)도시 체르마트(Zermatt)도 관광지·보양지로서 세계적으로 알려져 있다. 산모리스도 이에 못지 않은 훌륭한 관광지이다. 상공업도시로는 라인강변의 공업도시 바젤이 취리히 다음가는 스위스 제2의 도시이며 화학공업의 중심지이다. 이 밖에 레만 호반의 학예도시 로잔, 사주호안(四州湖岸)의 관광지 뤼체른 등이 있다.

## 같이 보기
- NRLA
- 스위스 교통박물관